# هیل وستون
هیل وستون (به انگلیسی: Hail Weston) یک روستا و محله مدنی در بریتانیا است که در هانتینگدونشر واقع شده‌است. هیل وستون ۶۱۰ نفر جمعیت دارد.